# 伊斯蘭教與基督教關係

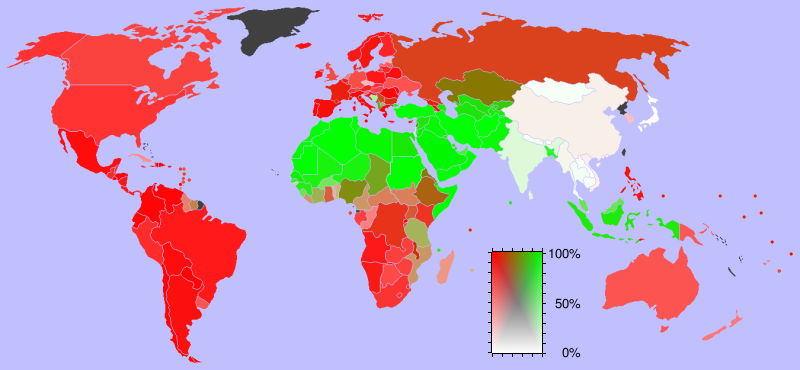
基督宗教与伊斯兰教在世界所占比例图（红色为基督教，绿色为伊斯兰教）

伊斯蘭教与基督教同为亚伯拉罕宗教，它們都是一神論宗教，而且其所重視的许多人物的形象在《圣经》与《古兰经》中被認為是互相对应的；然而，伊斯蘭教與基督教在教義上之間的差别也相当大。

## 观念

### 相同之處
基督教和伊斯蘭教都相信神是唯一的。《古蘭經》中許多的內容皆與《聖經》所提及的有關。

### 不同之處

#### 關於神的位格的爭論
雖然伊斯蘭教承認所謂其內容未被篡改的《舊約聖經》及《新約聖經》是真主所降示的，但是在伊斯蘭教教義中，亞伯拉罕帶上山欲獻給神的，不是《聖經》所記載的以撒，而是以實瑪利。伊斯蘭教許多的觀點與《塔納赫》內容相衝突。
伊斯蘭教認為爾撒是其地位低於穆罕默德的地位的先知且不具神性。伊斯蘭教認為基督教放棄了唯一神論的立場，故犯下了認可多神論這項大罪，伊斯蘭教教導説，真主阿拉不會與任何一者分享祂的神聖屬性。根據認主學理論，伊斯蘭教不允許其教眾將所謂的伴侶與真主聯繫起來。伊斯蘭教把三位一體論解釋為三位三體論，因而宣稱基督舊教是三神論宗教。居住在土耳其的伊斯蘭教徒把基督教教義中的神稱為登曷哩。另一方面，主流基督教宣稱神格惟一論是異端邪説。
基督教認為亞伯拉罕、以撒、雅各伯所崇信的至高神是基督徒所崇信的惟一真神，再沒有別的神。因為基督教所崇信的救主（耶穌基督）被認為是天主亞威的獨生子，是跟祂的父（天父）為一的，所以其認為沒有偏離一神論的問題。早期基督教教內曾經發生過很多關於這些神學觀點的爭論。

#### 關於先知的爭論
伊斯蘭教認為所有教典的作者都是真主阿拉所派遣的，再啟示給其使者以宣揚其思想，而不是人所憑空創作出來的，《古蘭經》內容的準確度會受到真主所保持。伊斯蘭教徒傳統上相信穆罕默德是真主派遣的最後使者，他本人是位文盲，伊斯蘭教徒不認為穆罕默德有抄襲過基督教或猶太教的教義，或曾吸收其神學思想，而是重申了多年來被基督教和猶太教改動了的教誨，也認為三個宗教的神學觀點有相似的原因正在於此。另一方面，基督教徒在對於穆罕默德的看法上有分歧，一些基督教徒認為穆罕默德是有善意的但接受了錯誤的啟示的申言者，一些基督教徒則認為穆罕默德是妖言惑眾的偽先見者。有基督教徒甚至認為穆罕默德是受到邪惡的邪靈達加爾所操控的。

#### 關於超自然生靈的爭論
伊斯蘭教認為世上除了凡人之外，還有被真主以無煙的火燄造生出來的鎮尼，後者如同前者一樣能夠選擇接受正確的信仰，從而得到進入詹那的機會，鎮尼有仁善的，也有殘惡的，信奉伊斯蘭教的神學家對其有着不同的看法，而在伊斯蘭教神話中被真主以來自於火獄的毒火造生出來的妖靈（djinn）中最有名的一位是阿札齊爾，祂曾經得到真主的寵幸，但在拒絶向原祖亞丹下跪之後，阿札齊爾被真主驅逐，其被稱為伊布力斯並成為了沙但的首領，這些沙但致力引誘世人犯罪。雅茲迪教則認為衰但（Shaytan）已經因向基督表達悔意一事而成為天使。伊斯蘭教認為沙但可能會引誘凡人使用邪術，或者假扮為異教神話中的神祇以引誘凡人崇拜自己。
基督教教內有不同的關於超自然生靈的觀點，其中一個觀點認為除了神靈、天使及煉靈等等之外，其餘的超自然生靈極有可能皆為墮天使、魔鬼或鬼魔，如果異教神話中的神祇不是假神，便可能是魔鬼或鬼魔所假扮而為的，就連鬼魂也可能是鬼魔所假扮而為的。
古猶太教相信拉弗拉姆（Raphraim, 居住在陰間中的亡者的魂神）存在。
有人認為更古老的以法蓮教可能認可獨神論，由於上主多次被稱為萬神之神，因此其可能認為異教所崇拜的一些神祇是真實的，但其認為祂們都是不值得被崇拜的偽神，唯有上主是應該被敬拜的眞神，或者將祂們視為與天使及星辰一同組成天軍但被無知的異教徒視為神祇的天祇（mal'ak）。然而，有宗教史學研究人在探討了《希伯來聖經》上的相關記載之後，表示其認為耶舒倫人認為只有一位神靈存在這一説法更有可能是正確的。
此外，宗教學家就關於《詩篇》第八十二章所提及的被上主譴責的、組成神聖議會的神般生靈（Godlike Creatur）是誰這個問題爭論不休，一些學者認為其可能是指有權勢的凡人或被任命為守護特定民族的天祗的護國天使。信奉基督教的著名宗教史學家麥可·海瑟博士聲稱這一章所提及的衆神確實是指天上的諸神，而非凡人或三一神的其他位格，但他聲稱這不意味着其在宣揚多神論，原因是《塔納赫》把這些所謂的次級神祗描述為原本被上主命令去掌管天下萬國 卻因反抗天主的統治一事而被受到懲罰的天上的權君（powers in the heavens）。此外，《列王紀(上)》第二十二章提到米該雅先知看見天上萬軍侍立在上主面前一事，當中包括被上主派去引誘撒瑪利亞王國國王阿哈布帶兵攻打亞蘭王國的諸靈，不知道後者是不是天使。《妥拉》所提及的哈-撒但（Ha-Satan）被一些人視為一位魔般天使（diabolical angel），他們認為 哈-撒但負責試探凡人，但祂是奉上主之命去行事，而不是在直接對抗上主。現今猶太教在關於魔鬼及鬼魔的觀點上有不少分歧，一些猶太教徒認為祂們是真實存在的，另一些猶太教徒認為關於祂們的故事只是隱喻。

#### 關於教典的爭論
伊斯蘭教的觀點認為爾撒先知從真主阿拉那裡獲得了《引支勒》（伊斯蘭教教義中其內容未被篡改的福音書）；傳統上，伊斯蘭教認為猶太教聖典《希伯來聖經》與基督教聖典《聖經》的現有內容是已經被篡改了的，因此在伊斯蘭教教典中，穆斯林稱猶太徒與基督徒為有經者。
基督教觀點是耶穌基督是真理、是生命、是道路；而傳統認為福音書是使徒門徒記錄了救主耶穌基督的生平。基督教徒相信除了經書之外還有聖靈，或稱真理的靈。基督教徒相信《聖經》是神所默示的〔上主雅威將祂的氣息吹進《聖經》〕，基督教徒對於《聖經》的用法是使用它教訓教導、督責、使人歸正、教人學義、使屬神的人變得完全虔誠、行善事等，不是將其用作處死別人的手段。
關於《聖經》及《古蘭經》的內容的真確性也是兩個宗教之間的爭論的主題之一。

有研究者提及這一點：
即使相信大衛作了相當的詩篇，至少有一篇是在大衛出生以後500年所寫的。《詩篇》約有三分之一的部份是佚名的。
有研究人對伊斯蘭教教典的內容的可信性提出質疑：
對伊斯蘭教傳統來説，一個更大的問題是，這個銘文上的薩比安文日期是公元552年。根據最新的學術研究，阿伯拉哈死於公元553年或此後不久，但根據穆斯林所提出的說法，穆罕默德出生於公元570年，所以如果我們想相信關於亞伯拉罕的穆斯林式傳統，我們就必須把穆罕默德的誕生推後15年、16年甚至18年。這對早期伊斯蘭教的大部份歷史產生了巨大的影響。如果穆罕默德早出生18年，那麼穆罕默德甚麼時候開始接受啟示？遷徙何時發生？穆罕默德是甚麼時候死去的？各場戰爭何時發生？這可能會擾亂穆斯林對於其早期歷史的所有看法。此外，這可能會對許多伊斯蘭教傳統產生懷疑。他們所謂的「聖訓」的真確性不可信，因為「傳播鏈」現在可能被打破——穆罕默德一生中的大多數事件都被推遲了18年，而鏈條中的某個地方必然會出現缺口。——安德魯·瓦戈，〈拉黑馬南 (RHMNN) - 古時南阿拉伯月亮神？〉

## 衝突

### 历史上的衝突
- 圣战
  - 阿拉伯帝国
  - 塞尔柱帝国
  - 奥斯曼土耳其帝国
- 十字軍國家
- 收复失地运动

### 原因
有研究者認為，關於基督教及猶太教與伊斯蘭教之間從古至今的衝突，其實各方面都有責任，除了大眾媒體普遍認為的 “宗教思想上的衝突”之外，其實更多是政治因素如族群之間資源分配不均引致雙方爭奪對立，或基督教、穆斯林地區的當地政治需要，統治者借宗教為借口轉移民眾視線，從中漁利，加劇三教族群衝突，如十字軍東侵及恐怖主義盛行一事這些政治因素。

### 關於基督教方面的責任的觀點
據傳在公元六世紀，先後以猶太教及基督教為國教的希木葉爾王國曾經派兵試圖攻佔當時仍為異教崇拜中心的麥加以摧毀卡巴神廟，但最後以失敗告終。在伊斯蘭教傳説中，真主挫敗了這些攻擊者的企圖，這一年被稱為象年，伊斯蘭教宣稱那一年正是穆罕默德先知的出生年份。
當穆罕默德先知開始宣揚伊斯蘭信仰之後，他及其追隨者便不時與居住在阿拉伯半島的基督教徒及猶太教徒發生衝突。
自公元636年起，三大宗教都非常重視的圣都耶路撒冷便被以伊斯兰教為國教的阿拉伯帝国统治，屬於遜尼派的塞尔柱人兴起之初便開始迫害居住在中东地区的基督教徒。
信奉東正教的東羅馬帝国皇帝亚历克塞一世向天主教及西欧诸国作出的求援，促使想统一基督教世界、鞏固权威和抑制神圣罗马帝国皇帝及诸国君王的勢力擴張的天主教教皇乌尔巴諾二世发动第一次十字軍東征。
有説法聲稱，當時十字軍計劃收復聖都耶路撒冷並清除非基督教徒的勢力，單在一所清真寺裡，就有約一萬名避難者慘遭屠戮，一個十字軍騎士在寫給教皇的信裡說，他騎馬走過屍體狼藉的地方，血流漂杵，血跡染上馬腿，甚至連馬膝、宗教場所、宮殿及民屋內的金銀財物被搶劫一空，許多的古玩與藝術品被毁，這場屠殺結束之後，十字軍士兵到聖墓前去敬拜耶穌基督，然後又開始新的燒殺虜掠。《耶路撒冷史》記載稱，十字軍占領該城後，對伊斯蘭教徒 不分男女老幼實行了慘絕人寰的三日大屠殺，士兵們爲了掠取黄金，剖開死人的肚皮，連內臟都不放過，後來，因為死亡的人數量太多，所以他們乾脆把死者的屍體堆架起來並將其燒成灰燼。
有更正教信奉者表示其不認可十字軍的行為，並且聲稱發動襲擊這種行為不符合基督教的精神，但其提到教內仍有許多福音派人士支持對伊斯蘭教採取極端態度。另一方面，歷史學家路易斯·布雷耶教授在一篇被收錄於《天主教百科全書》的文章中聲稱發動十字軍東征此舉是為了把聖地從穆罕默丹教徒所施行的暴政中解放出來，他在文章中講解了十字軍東征的相關歷史，另外，他提到 宗教改革運動領導者反對十字軍東征，馬丁·路德曾經宣稱對土耳其人開戰此舉是一項罪過，原因是他認為天主利用土耳其人以懲罰祂的那些犯下罪過的人民，但後來馬丁·路德改變了看法、 勤告德意志貴族去保衛基督教世界，此外，布雷耶教授在文章中對十字軍東征及其成果作出了很正面的評價。
1965年，天主教羅馬教廷發表了《教會對非基督宗教態度》這則宣言，在宣言中，其對回教徒作出了頗為正面的評價，其也提到在過去 基督教徒與回教徒之間曾有仇恨及爭端，故此其呼籲大家忘掉過去和互相諒解等等。

### 關於伊斯蘭教方面的責任的觀點

#### 對穆罕默德先知在品行上所作的評價
有信奉更正教的基要主義者聲稱穆罕默德先知的品格是非常惡劣的，其指責 穆罕默德先知帶兵殺戮了他的敵人，又強姦了女性囚犯，還娶了只有九歲的女孩並馬上與她完房，並且提倡所謂的吉哈德。

#### 主張打壓其他宗教
有批評者指出在伊斯蘭教的統治下，基督教和猶太教雖然可以存在，但是其信徒的宗教活動很受限制，這在某程度上使生活在伊斯蘭教國家的基督教徒和猶太人覺得自己是二等公民，使得不少居住在伊斯蘭教國家的國土的基督教徒及猶太教徒為爭取在社會上有較高的地位一事而放棄其宗教信仰、改信伊斯蘭教。儘管基督教徒及猶太教徒被認為是二等公民，不過基督徒及猶太徒被視為有經者。在伊斯蘭教國家國內，有經者被視為齊米，即受保護民。然而，一些比較激進的伊斯蘭教徒可能會把他們視為《古蘭經》所提及的卡菲爾。
以下是伊斯蘭教國家所設立的、 猶太教徒及基督教徒在伊斯蘭教政權統治之下所要遵守的規條，參見自奧瑪法規：
- 要繳付人頭稅（《古蘭經》第九章二十九節）和地稅。
- 不准參軍。
- 不得建造新的教堂和會堂，只可以更新舊的。
- 禁止在房屋或教堂上高舉十字架。
- 不可以在公開场合進行宗教活動。
- 所建造及居住的房屋不得高於穆斯林所建造的。
- 所穿的衣服不得與穆斯林相同，必須佩戴徽章以為識別。
- 禁止騎馬，只可以騎騾跟驢還有駱駝。
- 對穆斯林表示尊敬，例如讓座。
- 若一個穆斯林殺死一個非穆斯林，不需判死刑。（《布哈里聖訓實錄》4:52:283[13]、9:83:50[14]）；反之，若一個非穆斯林殺死一個穆斯林，就要接受伊斯蘭律法被判為死罪。
- 根據《古蘭經》四章一百四十一節及六十三章八節，不准異教徒作為僱主管轄穆斯林，猶太人和基督徒這些異教徒也是沒有尊榮的。
- 穆斯林不要以猶太人和基督徒為盟友。（《古蘭經》五章五十一節）
- 穆斯林不應和非穆斯林相親相愛。（《古蘭經》五十八章二十二節）

根據伊斯蘭律法學家指出，還有以下的條例：
- 不得穿綠色衣服。
- 不得傳播福音。
- 不准大聲祈禱和誦經，以免被穆斯林聽見。
- 不得公開發售其宗教書籍，只可以在他們當中發行。
- 不可以使用電台、電視台或是報紙、雜誌等傳播媒介，播出及刊出他們的宗教儀式。
- 在伊斯蘭法庭中的見證不具穆斯林的同等法律效力。
- 不得攜帶自己的武器。
- 隔離在少數民族的居住區，讓他們在政治及經濟上成為社會的下層。

#### 關於屠殺猶太人一事的預言
《穆斯林聖訓實錄》宣稱穆罕默德聲稱 將來穆斯林一定會與猶太人交戰，最終穆斯林必定會殲滅他們，甚至連石頭和樹木都會說話，叫穆斯林快來殺死猶太人。

#### 部份教派及部份信奉者有着激進的態度
薩拉菲派主張使伊斯蘭教復興。瓦哈比派主張從伊斯蘭教教內清除他們所認為來自於教外的影響。瓦哈比派受到部份遜尼派人士的猛烈抨擊。
伊斯蘭教的一些信奉者擁護吉哈德主義。然而，伊斯蘭教的不少信奉者主張與其他宗教的信奉者和平共處。現時屬於不同派別的人士在這方面上仍然為此爭論不休。屬於薩拉非派的吉哈德主義組織及思想受到伊斯蘭教教內各個派別的人士的強烈反對。
瓦哈比派的創立者穆罕默德·伊本·阿卜杜勒·瓦哈卜伊瑪目早年曾經多次猛烈批評他眼中崇拜偶像的伊斯蘭教信奉者，導致遜尼派人士多次驅逐他，但反而使得他回到家鄉並創立了瓦哈比派，並且四處破壞因被當作聖物一事而受到敬奉的東西和殺害違反宗教律法的人，導致苏莱曼·伊本·穆罕默德·伊本·古赖尔酋長試圖壓制其勢力冒起，卻使他與德拉伊耶埃米爾穆罕默德·本·紹德結盟並建立了擁護瓦哈比派的德拉伊耶酋長國。穆罕默德·本·紹德堅稱德拉伊耶酋長國所發起的軍事行動是防禦性的。德拉伊耶酋長國派兵到處掠劫他人，他們奪取了屬於其他教派的伊斯蘭教信奉者所擁有的財產，沙烏地及瓦哈卜過着窮奢極侈的生活，並且聲稱這是真主的恩賜。
在瓦哈卜去世之後，德拉伊耶酋長國擴張版圖、攻陷了波斯的卡爾巴拉城、洗劫了伊瑪目海珊聖陵並屠殺了四千餘人，包括婦女及兒童。然而，瓦哈卜的兒子阿卜杜拉·本·穆罕默德·阿勒謝赫曾經在其作品中譴責了在攻陷麥加時犯下暴行的德拉伊耶酋長國士兵。
穆罕默德·本·紹德的兒子阿卜杜勒阿齊茲·本·穆罕默德實行了擴張主義政策。後來德拉伊耶酋長國與鄂圖曼帝國之間爆發戰爭，其一直進行直到屬於阿勒維派的鄂圖曼哈里發國帕夏穆罕默德·阿里帕夏伯魯克巴希率兵在1818年成功消滅了德拉伊耶酋長國。雖然其通過此舉抑制了瓦哈比派的勢力擴張，但是沒能完全消滅它。紹德族在1932年建立了沙特阿拉伯王國並與謝赫族合作。這個國家自建國之日起便嚴格地依照瓦哈比派思想統治國民。沙特阿拉伯王國嚴格地限制婦女所擁有的權利。雖然薩勒曼國王即位之後，國內的不平等現象已經減少，但是該國仍在使用酷刑、斬首及石刑等死刑行刑方法。沙特阿拉伯王國十分擁護瓦哈比派，每年耗費大量資金在國外宣揚瓦哈比派思想，有政評人聲稱此舉導致伊斯蘭恐怖主義持續對歐美國家造成威脅。瓦哈比派主張消滅其眼中伊斯蘭教教內的異端份子和對所謂的異教徒發動聖戰，並且主張以伊斯蘭教的名義征服世界。另一方面，關於瓦哈比派與阿蓋達組織及伊斯蘭國等好戰的伊斯蘭主義者之間的關係的指控一直有很大的爭議性。沙特阿拉伯王國烏𥚃瑪高級委員會曾經頒下教令，提議對作出恐怖主義行為者判處死刑。
自2021年起，神職人員在沙特阿拉伯王國國內的勢力開始減弱。有分析家表示其認為沙特阿拉伯王國所推行的改革或許會削弱瓦哈比派對社會各方面的控制和有助推動多元化進程，但其也聲稱這場改革的最終方向尚未被確認。

## 宗教間交流
有學者聲稱，自十九世紀及二十世紀起，一些來自於西方世界的基督教徒開始以積極的態度了解伊斯蘭教徒的宗教生活，梵二會議結束之後，天主教羅馬教廷開始積極地與伊斯蘭教方面展開對話，天主徒被教導要公開表明自己對於耶穌基督的信仰並與穆斯林等信奉其他宗教者進行對話，教廷努力尋找基督教與伊斯蘭教之間的共通之處，同時繼續進行 宣告耶穌基督是主 這個任務，另一方面，許多信奉伊斯蘭教的學者也以熱切的態度參與基督徒與穆斯林之間的對話，儘管在過去數十年，這兩個宗教的信奉者之間的敵意仍未完全消失，而且有一些極端份子以宗教的名義散播仇恨，不過不少基督教徒及伊斯蘭教徒在困境中仍然決心維持他們之間的友誼。